# بنبان أسود البقع
بنبان أسود البقع (الاسم العلمي: Trachinotus kennedyi) (بالإنجليزية: Blackblotch pompano)‏ هو نوع من الأسماك يتبع جنس البنبان من فصيلة الشيميات.